# 栗原嵩
栗原 嵩（くりはら たかし、1987年11月7日 ‐ ）は、東京都出身のアメリカンフットボール選手、ボブスレー選手である。ポジションはワイドレシーバー（WR）。Xリーグのイコールワン福岡SUNSに所属。

## 来歴
駒場学園高等学校入学からアメリカンフットボールを始め、法政大学トマホークス（現：法政大学オレンジ）では1年次（2005年）に甲子園ボウル制覇、4年次には関東学生リーグでMVPを獲得する。同級生にはコージ・トクダがいる。
大学卒業後の2009年からはXリーグのパナソニック インパルスでプレーする。パナソニックでは入部3年目の2011年にグリーンボウルで優勝し、最優秀選手賞を受賞した。
2012年8月にパナソニックを退社し、NFLに挑戦するため渡米する。室内で行われるアメリカンフットボールリーグのAFLのトライアウトを受けるが契約には至らなかった。
2013年5月にNFLのボルチモア・レイブンズのルーキーミニキャンプに招待されたがビザの問題があり参加することができなかった。2013年より国内XリーグのIBMビッグブルー所属となる。
2015年にはNFLに挑戦しながら、7人制ラグビーの日本代表合宿に参加した。
2016年、第38回パールボウル優勝、同MVP受賞。2016年より法政大学オレンジWRコーチに就任。
2017年4月から筑波大学大学院でコーチングを学ぶ。
2019年に元NFL選手がボブスレー代表に選出されている傾向からボブスレーに挑戦。
2020年1月にIBMビッグブルーを退団しFAとなる事をSNSにて公表。その後同年3月30日にみらいふ福岡SUNS（2021年6月よりイコールワン福岡SUNSに改称）への入団が発表された。

## 出演

### テレビ
- 『戦闘中』（2018年5月13日、フジテレビ）[7]

### ウェブテレビ
- ボブ・サップ緊急来日!第1回Abema杯5種競技HAOOO5!（2017年10月14日、10月22日、AbemaTV）[8]

### 契約メーカー
- 2014年より、アンダーアーマーと契約。2021年3月、8年目の契約更新を行う。
- 2014年より、DNSと契約。2021年3月、契約満了。